# Euphorbia antisyphilitica

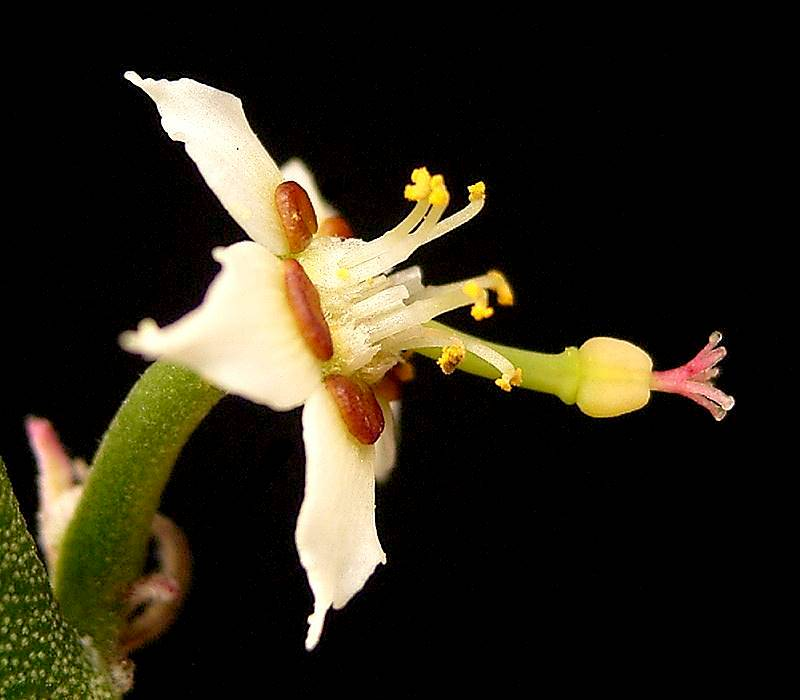
Cyathium

Euphorbia antisyphilitica (Syn.: Euphorbia cerifera Alcocer, Euphorbia occulta Klotzsch) ist eine Pflanzenart aus der Gattung Wolfsmilch (Euphorbia) in der Familie der Wolfsmilchgewächse (Euphorbiaceae). Sie ist im südlichen Nordamerika heimisch und dient zur Gewinnung des Pflanzenrohstoffes Candelillawachs.

## Beschreibung
Euphorbia antisyphilitica bildet dicht von den Basen aus verzweigende Sträucher, die Wuchshöhen von bis zu etwa 30 cm erreichen. Eine aus Samen gewachsene Pflanze produziert einen unterirdischen, sukkulenten bis holzigen Caudex von bis etwa 5 cm Durchmesser. Dieser ist jedoch nur selten zu beobachten, da sich die Pflanzen vorwiegend durch Rhizome verbreiten. Die zylindrischen, etwa 5 mm dicken Sprossachsen sind anfangs sukkulent, verholzen jedoch im Alter. Sie sind blattgrün und verzweigen nicht oder (in Kultur) nur gering. Eine auf den Sprossachsen gebildete, die Verdunstung reduzierende Wachsschicht wird industriell als Candelillawachs gewonnen. Die linealischen, etwa 1 × 4 mm großen Laubblätter sind rasch hinfällig. Die Nebenblätter sind sehr klein und drüsig.
Kurz gestielte Cyathien erscheinen einzeln oder in kleinen Gruppen aus den Blattachseln. Ihre rötlichen Nektardrüsen tragen weiße Anhängsel, die wie Blütenhüllblätter wirken und so den Cyathien fast das Aussehen echter Blüten verleihen. Die kahlen, fast kugeligen Kapselfrüchte enthalten konische, leicht gerunzelte Samen mit winzigen Carunculae.

## Verbreitung und Systematik
Die Heimat von Euphorbia antisyphilitica sind Halbwüsten des nördlichen Mexiko und der südwestlichen Vereinigten Staaten (Texas, Arizona, Kalifornien). Wegen ihres aufrechten Wuchses und brennbaren Wachses wird sie dort, wie auch weitere und ähnliche Wolfsmilcharten, candelilla („kleine Kerze“) genannt.
Die Erstbeschreibung der Art erfolgte 1832 durch Joseph Gerhard Zuccarini.